# Membranobalanus longirostrum
Membranobalanus longirostrum is een zeepokkensoort uit de familie van de Archaeobalanidae. De wetenschappelijke naam van de soort is voor het eerst geldig gepubliceerd in 1913 door Hoek.